# Kyle Hudlin
Kyle Farren Hudlin (sinh ngày 15 tháng 6 năm 2000) là cầu thủ bóng đá chuyên nghiệp người Anh hiện đang chơi ở vị trí tiền đạo cho câu lạc bộ Thép Xanh Nam Định tại V.League 1.

## Sự nghiệp
Hudlin bắt đầu sự nghiệp của mình với các câu lạc bộ là Castle Vale Town, Boldmere Sports & Social Falcons và Solihull United, trước khi ký hợp đồng với Solihull Moors vào tháng 10 năm 2020. Trong thời gian ở câu lạc bộ, anh đã ghi được 13 bàn thắng trong 58 trận đấu tại National League
Vào tháng 7 năm 2022, anh đã ký hợp đồng có thời hạn hai năm với Huddersfield Town, ban đầu anh tham gia đội B của họ. Cuối tháng 7, anh được cho mượn đến AFC Wimbledon. Anh ghi bàn thắng đầu tiên cho Wimbledon trong trận đấu tại EFL Trophy với Crawley Town vào ngày 20 tháng 9 năm 2022. Hudlin được Huddersfield gọi về vào ngày 4 tháng 1 năm 2023.
Hudlin ghi bàn trong trận ra mắt cho Huddersfield trong trận thua 3–2 trước Middlesbrough tại EFL Cup vào ngày 8 tháng 8 năm 2023.
Vào ngày 31 tháng 1 năm 2024, Hudlin gia nhập câu lạc bộ tại League One là Burton Albion theo dạng cho mượn trong phần còn lại của mùa giải.
Vào ngày 30 tháng 8 năm 2024, Hudlin gia nhập câu lạc bộ League Two Newport County theo dạng cho mượn đến tháng 1 năm 2025. Anh ra mắt Newport vào ngày 3 tháng 9 năm 2024 trong trận thua 2–1 thuộc EFL Trophy trước Cheltenham Town. Hudlin ghi bàn thắng đầu tiên cho Newport vào ngày 2 tháng 10 năm 2024 trong chiến thắng 3–1 tại League Two trước Salford City. Vào ngày 2 tháng 1 năm 2025,thời hạn cho mượn được gia hạn cho đến hết mùa giải.
Vào ngày 23 tháng 6 năm 2025, câu lạc bộ thông báo cầu thủ sẽ rời đi theo thỏa thuận chung. Vào ngày 18 tháng 7 năm 2025, anh chuyển đến Việt Nam và ký hợp đồng với câu lạc bộ tại V.League 1 là Thép Xanh Nam Định.
Vào ngày 9 tháng 8 năm 2025, tiền đạo người Anh Kyle Hudlin lập cú đúp khi vào sân từ ghế dự bị, nhưng Nam Định vẫn thua Công an Hà Nội 2-3 ở trận tranh Siêu cúp Quốc gia 2024-2025.

## Cuộc sống cá nhân
Hudlin được công nhận là một trong những cầu thủ bóng đá cao nhất thế giới với chiều cao 6 foot 9 inch (2,06 m).

## Thống kê sự nghiệp
Tính đến 3 tháng 5 năm 2025
| Câu lạc bộ            | Mùa giải            | Giải đấu            | Giải đấu | Giải đấu | Cúp quốc gia | Cúp quốc gia | Cúp liên đoàn | Cúp liên đoàn | Châu lục | Châu lục | Khác | Khác | Tổng cộng | Tổng cộng |
| Câu lạc bộ            | Mùa giải            | Hạng đấu            | Trận     | Bàn      | Trận         | Bàn          | Trận          | Bàn           | Trận     | Bàn      | Trận | Bàn  | Trận      | Bàn       |
| --------------------- | ------------------- | ------------------- | -------- | -------- | ------------ | ------------ | ------------- | ------------- | -------- | -------- | ---- | ---- | --------- | --------- |
| Solihull Moors        | 2020–21             | National League     | 35       | 9        | 2            | 1            | —             | —             | —        | —        | 2    | 2    | 39        | 12        |
| Solihull Moors        | 2021–22             | National League     | 23       | 4        | 2            | 0            | —             | —             | —        | —        | 5    | 1    | 30        | 5         |
| Solihull Moors        | Tổng cộng           | Tổng cộng           | 58       | 13       | 4            | 1            | 0             | 0             | —        | —        | 7    | 3    | 69        | 17        |
| Huddersfield Town     | 2022–23             | Championship        | 0        | 0        | 0            | 0            | 0             | 0             | —        | —        | 0    | 0    | 0         | 0         |
| Huddersfield Town     | 2023–24             | Championship        | 9        | 0        | 0            | 0            | 1             | 1             | —        | —        | 0    | 0    | 10        | 1         |
| Huddersfield Town     | 2024–25             | League One          | 0        | 0        | 0            | 0            | 0             | 0             | —        | —        | 0    | 0    | 0         | 0         |
| Huddersfield Town     | Tổng cộng           | Tổng cộng           | 9        | 0        | 0            | 0            | 1             | 1             | —        | —        | 0    | 0    | 10        | 1         |
| AFC Wimbledon (mượn)  | 2022–23             | League Two          | 13       | 0        | 0            | 0            | 1             | 0             | —        | —        | 4    | 4    | 18        | 4         |
| Burton Albion (mượn)  | 2023–24             | League One          | 5        | 0        | 0            | 0            | 0             | 0             | —        | —        | 0    | 0    | 5         | 0         |
| Newport County (mượn) | 2024–25             | League Two          | 27       | 6        | 1            | 0            | 0             | 0             | —        | —        | 2    | 0    | 30        | 6         |
| Thép Xanh Nam Định    | 2025–26             | V.League 1          | 0        | 0        | 0            | 0            | —             | —             | 0        | 0        | 0    | 0    | 0         | 0         |
| Tổng cộng sự nghiệp   | Tổng cộng sự nghiệp | Tổng cộng sự nghiệp | 112      | 19       | 5            | 1            | 2             | 1             | 0        | 0        | 13   | 7    | 132       | 28        |

1. ↑  Bao gồm FA Cup, Cúp Quốc gia
2. ↑  Bao gồm League Cup
3. ↑  Số lần ra sân tại FA Trophy
4. ↑  Ba lần ra sân tại FA Trophy, hai lần ra sân và một bàn thắng tại National League play-offs
5. 1 2  Số lần ra sân tại EFL Trophy